# 清远旧城护城河遗址
清远旧城护城河遗址，位于中国广东省清远市清城区凤城街道清郊居委会，为清城区文物保护单位，类型为古遗址，公布时间为2004年6月。
清远旧城护城河遗址的历史年代为明代。